# پرندگان آوازخوان نه‌شاه‌پری

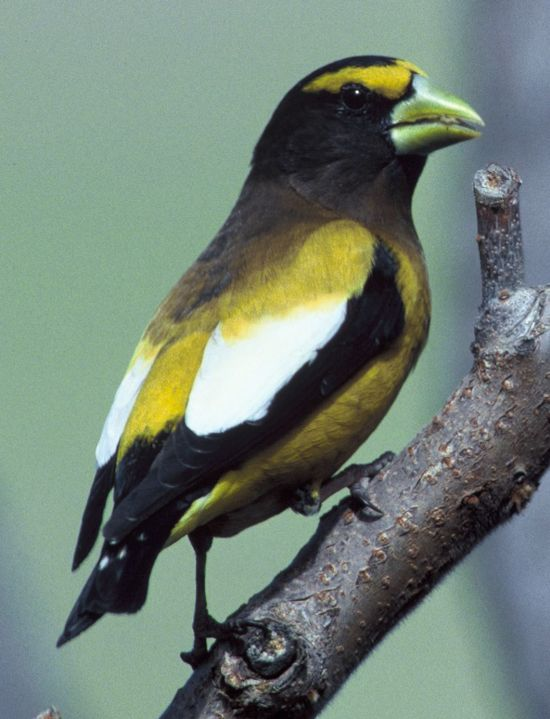
نوک‌بزرگ شامگاهی

پرندگان آوازخوان نه‌شاه‌پری (به انگلیسی: Nine-primaried oscine) گروهی از خانواده پرندگان در زیرراسته پرندگان آوازخوان (oscines) از راستهٔ گنجشک‌سانان است. ترکیب این گروه از زمانی که این اصطلاح برای نخستین بار معرفی شد تغییر کرده‌است، اما اکنون به عنوان متشکل از هفت خانواده اصلی در نظر گرفته می‌شود: سهرگان راستین، زردپرگان نمادین، کاردینالان، فرخندگان، گنجشکان جهان جدید، چرخ‌ریسک‌نمایان و سیاه‌پرگان. هنگامی که خانوادۀ سهرگان راستین حذف می‌شود، شش خانواده باقی‌مانده به‌عنوان «پرندگان آوازخوان ۹-شاهپری در دنیای جدید» نامیده می‌شوند.
نام این گروه از این واقعیت ناشی می‌شود که همه گونه‌های موجود در آن فقط ۹ شاهپر اولیه به راحتی قابل مشاهده در هر بال دارند (در واقع اکثر، اگر نه همه، دارای دهمین پر اولیه هستند، اما به شدت کاهش یافته و تا حد زیادی پنهان شده‌است).

## طبقه‌بندی والاس
در سال ۱۸۷۴، طبیعت‌شناس بریتانیایی آلفرد راسل والاس، گنجشک‌سانان را بر اساس تعداد شاهپرهای اولیه طبقه‌بندی کرد و ده خانواده را در گروه نه‌شاهپری خود، Tanagroid Passeres قرار داد:
- دم‌جنبانکان - دم‌جنبانک‌ها و پیپیت‌ها
- Mniotiltidae - سسک‌های جهان جدید، اکنون در چرخ‌ریسک‌نمایان
- Coerebidae - عسل‌خزها، اکنون در فرخندگان
- Drepanidae - عسل‌خزهای هاوایی، بعدها Drepanididae، اکنون در سهرگان راستین
- گل‌کوبان – گل‌کوب‌ها
- Ampelidae – بال‌لاکی‌ها، اکنون در بال‌لاکیان
- پرستویان – پرستوها و چلچله‌ها
- Tanagridae – فرخنده‌ها، اکنون در فرخندگان
- سهرگان راستین - سهره‌ها و خوش‌خوان‌ها
- سیاه‌پرگان – سیاه‌مرغ‌های جهان جدید و پری‌شاهرخ‌ها